# 서울 수국사 목조아미타여래좌상 및 복장유물
서울 수국사 목조아미타여래좌상 및 복장유물(서울 守國寺 木造阿彌陀如來坐像 및 腹藏遺物)은 서울특별시 은평구 구산동, 수국사에 있는 고려시대의 불상과 복장유물이다. 2008년 12월 22일 대한민국의 보물 제1580호로 지정되었다.

## 개요
세조대왕의 큰 아들인 의경세자(懿敬世子)가 20세의 나이로 요절하자 덕종으로 추존하고 넋을 위로하고자 1459년(세조 5)에 그의 능 근처에 정인사(正因寺)를 창건하였다. 이후 사찰을 현재의 장소로 옮겨 짓고 수국사(守國寺)로 개명하여 왕실을 안녕과 수복을 축원하는 원찰(願刹)로서의 기능을 수행하였다.
수국사 목조아미타여래좌상은 제작연대가 적힌 발원문이 없어 정확한 조성 시기는 알 수 없지만, 중후한 얼굴과 건장한 형태미 그리고 이중으로 입은 착의법과 자연스러우면서 특징 있는 옷주름 등에서 13세기에서 14세기 전반기에 만들어진 불상들과 양식적 특징이 유사하다. 즉, 힘과 중후함이 느껴지는 얼굴과 신체는 물론 왼쪽 어깨에서 짧고 촘촘하게 흘러내린 주림이 좁은 겹 오메가(Ω)형의 주름을 형성하고 있는 점과 금구 장식 없이 간결하게 처리된 승각기의 표현 등은 《서산 개심사 아미타여래좌상》(1280년 중수), 《서울 개운사 아미타여래좌상》(1274년경), 《나주 심향사 건칠아미타여래좌상》(보물 제1544호) 등 13세기 중·후반 경의 불상들과 비교된다. 특히 이 불상에서 느껴지는 중량감 넘치는 건장하고 남성적인 형태미는 고려 후기 귀족풍의 단정하고 아담한 형태미를 추구했던 하나의 조류와는 또 다른 불교조각의 흐름과 미의식을 알려 주고 있어 그 의미가 크다.
불상 내에서는 조성 당시의 발원문은 아니지만, 1389년(고려 공양왕 원년)과 1562년(명종 17)의 중수발원문이 발견되었고, 이외 고려 시중 최종준(崔宗俊, ?∼1249)이 기해(1239)년에 인출하여 시납한 “일체여래전신사리보협진언” 등과 전적류, 다라니류, 오보병, 직물 등 많은 복장유물들이 발견되었다. 복장유물을 통해 이 불상이 원래 철원 보개산 심원사(현재 폐사됨)에 봉안되어 있었다는 사실과 순차적인 중수 연대와 발원자 등을 알 수 있어 불교조각사는 물론 불교전적, 직물사 연구에 대단히 중요한 자료이다.

## 현지 안내문

### 한글 설명
서울 수국사 목조아미타여래좌상 및 복장유물

서울 守國寺 木造阿彌陀如來坐像 및 腹藏遺物

보물 제1580호

아미타여래는 불교의 이상향인 극락에 머물며 가르침을 전하는 부처를 말한다.
서울 수국사 목조아미타여래좌상은 고려 후기에 만들어졌다. 머리를 약간 앞으로 숙인 자세로 결가부좌(結跏趺坐)를 하고 있다. 머리 위에는 육계(肉髻)*가 솟아 있고, 머리카락은 둥글고 촘촘하게 말려 있다. 불상은 내의(內衣)를 입고 대의(大衣)를 양쪽 어깨에 걸쳤는데, 오른쪽 어깨 부분의 옷은 반달 모양으로 덮여 있다. 왼쪽 어깨는 옷깃처럼 표현된 주름이 세 개 있고 촘촘하게 주름진 옷자락이 팔꿈치까지 내려와 있다. 얼굴 표정과 신체에서 느껴지는 힘과 무게감, 옷을 이중으로 입은 점, 왼쪽 어깨의 주름, 별다른 장식 없이 간결하게 처리된 승각기(僧脚崎)**등이 특징적이다.
이는 13세기 중후반에 만들어진 서울 개운사 목조아미타여래좌상이나 서산 개심사 목조아미타여래좌상, 나주 심향사 건칠아미타여래좌상 등과 비교할 수 있다.
불상의 내부에서는 36종 88점에 이르는 다양한 복장유물이 발견되었다. 특히 중수 발원문을 통해서 고려 공양왕 1년(1389)과 조선 명종 17년(1562) 두 차례에 걸쳐 불상에 금칠을 다시 한 것으로 밝혀져 불상의 제작 연대를 추정하는 실마리를 제공하였다.

* 육계(肉髻) : 부처의 정수리에 있는 뼈가 솟아 저절로 상투 모양이 된 것
** 승각기(僧脚崎) : 불상의 드러난 가슴 부분을 가리는 속옷

### 영문 설명
Wooden Seated Amitabha Buddha and Excavated Relics of Suguksa Temple, Seoul

Treasure No. 1580

This is a statue of Amitabha, the Buddha of Western Paradise. It is believed that all beings who call the name of Amitabha while reflecting on his meritorious virtues can be reborn in the Buddhist paradise of the West.
This statue is presumed to have been made in the 13th century during the Goryeo period (918-1392). Various relics were found inside the statue, including written vows, containers of votive objects, and documents and books.

## 같이 보기
- 서산 개심사 목조아미타여래좌상 (보물 제1619호)
- 서울 개운사 목조아미타여래좌상 및 발원문 (보물 제1649호)
- 나주 심향사 건칠아미타여래좌상 (보물 제1544호)

## 참고 자료
- 서울 수국사 목조아미타여래좌상 및 복장유물 - 국가유산청 국가유산포털